# Розпад (фільм)
«Розпад» (рос. «Распад») — російськомовний драматичний фільм-катастрофа знятий Михайлом Бєліковим у ко-продукції СРСР та США. Світова прем'єра стрічки відбулась 13 вересня 1990 року на міжнародному кінофестивалі в Торонто. Фільм розповідає про людські долі на тлі аварії на АЕС, масштаби якої свідомо замовчує держава.
Займає 65-67-у позицію у списку 100 найкращих фільмів в історії українського кіно.

## У ролях
- Сергій Шакуров — Олександр Журавльов
- Тетяна Кочемасова — Людмила Журавльова
- Станіслав Станкевич — батько Журавльова
- Георгій Дрозд — Анатолій Степанович
- Олексій Серебряков — Валерій
- Марина Могилевська — Люба
- Олексій Горбунов — Шурик
- Анатолій Грошевий — Ігнатій
- Микита Булдовський — Колька
- Наталія Плахотнюк — Марія
- Микола Досенко — Валентин Іванович
- Валерій Шептекита — Дмитро Степанович
- Валентина Масенко — медсестра Ліда
- Тарас Микитенко — Дімка
- Володимир Олексієнко — Осип Лукич
- Ольга Кузнєцова — подруга Людмили
- Віктор Кондратюк — священик
- Руслан Іванов — блаженний
- Леонід Яновський — депутат міськради
- Олексій Консовський — верткий старий
- Сергій Гаврилюк — керівник оркестру
- Анатолій Вишневський — партійний працівник
- Михайло Костюковський — вчений секретар
- Анатолій Скороход — директор АЕС
- Ніна Антонова — сусідка Ігнатія

## Творча група
- Режисер-постановник: Михайло Бєліков
- Автор сценарію: Михайло Бєліков, Олег Приходько
- Оператор-постановник: Василь Трушковський, Олександр Шигаєв
- Художник-постановник: Інна Биченкова, Василь Заруба
- Режисер: Анатолій Вишневський
- Композитор: Ігор Стецюк
- Звукооператор: Віктор Лукаш
- Монтажер: Тетяна Магаляс
- Художники по костюмах: Валентина Горлань
- Грим: Людмила Семашко, Ірина Порохницька
- Комбіновані зйомки:
  - художник — С. Семашко,
  - оператор — Олександр Шигаєв
- У фільмі використано пісню Володимира Висоцького «Моя цыганская» і Адажіо Альбіноні
- Редактори: Володимир Чорний, Віталій Юрченко
- Директор картини: Михайло Костюковський

## Нагороди та номінації
| Нагороди та номінації фільму «Розпад» | Нагороди та номінації фільму «Розпад»                                | Нагороди та номінації фільму «Розпад» | Нагороди та номінації фільму «Розпад» | Нагороди та номінації фільму «Розпад» | Нагороди та номінації фільму «Розпад» |
| Рік                                   | Кінопремія / Кінофестиваль                                           | Категорія / Нагорода                  | Номінант                              | Результат                             |                                       |
| ------------------------------------- | -------------------------------------------------------------------- | ------------------------------------- | ------------------------------------- | ------------------------------------- | ------------------------------------- |
| 1990                                  | Венеційський міжнародний кінофестиваль                               | «Золотий лев» за найкращий фільм      | «Розпад»                              | Номінація                             |                                       |
| 1990                                  | Венеційський міжнародний кінофестиваль                               | Золота медаль президента Сенату       | «Розпад»                              | Перемога                              |                                       |
| 1990                                  | Сантандерський міжнародний фестиваль екологічних кіно- і телефільмів | Гран-прі                              | «Розпад»                              | Перемога                              |                                       |